# Традиционални ауторитет
Традиционални ауторитет је облик ауторитета чији утицај почива на традицији. Често је традиционални ауторитет супротстављен рационалном, али и легитимном савременом ауторитету.